# Малки Воден
Малки Воден е село в Южна България. То се намира в община Маджарово, област Хасково.

## Културни и природни забележителности
- Църквата Свети Георги